# Nevsha Cove
Die Nevsha Cove (englisch; bulgarisch залив Невша saliw Newscha) ist eine 2,5 km breite und 3 km lange Nebenbucht der Beascochea-Bucht an der Graham-Küste des Grahamlands auf der Antarktischen Halbinsel. Sie liegt nördlich des Plas Point. In ihr Kopfende mündet der Funk-Gletscher.
Der Rückzug des Funk-Gletschers zum Ende des 20. und zu Beginn des 21. Jahrhunderts führte zu ihrer Freilegung. Die bulgarische Kommission für Antarktische Geographische Namen benannte sie 2013 nach der Ortschaft Newscha im Nordosten Bulgariens.